# Río Nazareno
Río Nazareno är ett vattendrag i Argentina.   Det ligger i provinsen Salta, i den norra delen av landet, 1 500 km norr om huvudstaden Buenos Aires.
Omgivningen kring Río Nazareno är i huvudsak ett öppet busklandskap. Området är nästan obefolkat, med mindre än två invånare per kvadratkilometer.